# USS Dwight D. Eisenhower (CVN-69)
«Дуайт Ейзенхауер» (англ. USS Dwight D. Eisenhower (CVN-69)) — авіаносець ВМФ США класу «Німіц». Це другий корабель побудований в цьому класі. Був названий на честь тридцять четвертого президента США Дуайта Ейзенхауера.

## Історія
Авіаносець «Дуайт Ейзенхауер» був закладений в 1970 році, та був введений в експлуатацію 18 жовтня 1977 р.
У 1991 р. у брав участь в операції «Буря в пустелі».
З 17 липня 1995 р. по 27 січня 1997 р. проходив модернізацію в Ньюпорті на яку було витрачено близько трьох мільярдів доларів.
У 2007 р., після чергового загострення відносин США та Ірану знаходився в Перській затоці.
21 лютого 2009 р. «Дуайт Ейзенхауер» покинув базу в Норфолку (штат Вірджинія). Був відправлений у складі авіаносного з'єднання під командуванням контр-адмірала Курта Тідда, у зв'язку з посиленням Пентагоном загону своїх кораблів які ведуть боротьбу з піратами біля східного африканського берега та для підтримки операцій в Іраку. 30 липня 2009 р. авіаносець повернувся на базу.
З 2 січня 2010 р. до 28 липня 2010 авіаносець був у наступному поході для підтримки операцій на Близькому Сході.
3 серпня 2012 р. авіаносець «Ейзенхауер» разом з кораблями бойової охорони увійшов у Перську затоку, на додаток до авіаносної ударної групи ВМС США, що вже перебувала на бойовому чергуванні на схід від Ормузької протоки, що сполучає Перську затоку з Аравійським морем на чолі з авіаносцем «Ентерпрайз». Це сталося після того, як меджліс Ірану більшістю голосів підтримав законопроєкт про перекриття Ормузької протоки.
У березні 2021 року винищувачі F/A-18 Super Hornet з авіаносця USS Dwight Eisenhower (CVN-69) військово-морського флоту США тренувались над Чорним морем де відпрацювали взаємодію з ракетним крейсером США USS Monterey (CG-61) та ракетним есмінцем USS Thomas Hudner (DDG-116).